# Песма за Евровизију ’23
Песма за Евровизију ’23 (ПзЕ ’23) било је друго издање Песме за Евровизију, такмичења којим се одлучио представник Србије на Песми Евровизије 2023. У организацији Радио-телевизије Србије (РТС), такмичење се састојало од две полуфиналне вечери, које су одржане 1. и 2. марта, као и финалне вечери 4. марта. Такмичење су водили Драгана Косјерина и Милан Марић, а из зелене собе су презентери били Стефан Поповић и Кристина Раденковић. У полуфиналима се такмичило по 16 песама, од којих је из сваког по 8 прошло у финале. Резултати све 3 вечери били су одлучени комбинацијом гласова публике и жирија у омеру 50:50, тако што су публика и стручни жири доделили по један сет од 12, 10 и 8—1 поен за својих 10 омиљених песама. Победу на такмичењу је однео Luke Black са песмом Само ми се спава.

## Формат и продукција
За 2023. годину, РТС је поново организовао национално финале како би одабрао свог представника на Евровизији. Конкурс за слање пријава је отворен 1. септембра 2022. године, на дан почетка сезоне Песме Евровизије 2023, а било је предвиђено да се затвори 15. новембра 2022. године. Конкурс је, уочи затварања, продужен до 1. децембра 2022. године.
Дана 31. децембра 2022. године, главна уредница забавног програма РТС-а Оливера Ковачевић је у емисији Шареница открила да ће се национални избор Србије за Песму Евровизије 2023. састојати од два полуфинала и финала, те да ће се такмичарске вечери одржати 1, 2. и 4. марта 2023. године.

### Гласање
Сваке вечери, жири и публика додељују по један сет који чини 12, 10 и 8—1 поен за својих 10 омиљених песама. У полуфиналима, 8 песама које су оствариле најбољи резултат пролазе у финале. У финалу, песма са највише поена после сабирања поена публике и жирија је победник. У случају нерешеног резултата, она песма која је имала више поена публике је завршила са бољим резултатом. У случају да две или више песама имају исти број поена жирија, она песма која је имала више 12 поена је завршила са бољим резултатом. Ако је резултат и даље нерешен, процес се понавља са 10 поена. Процес се понавља са свим поенима ка наниже, све док изједначење није решено. У случају да се изједначење не може преломити на овај начин, редослед којим је председник жирија оценио ове песме се користи да се изједначење преломи. Ако председник жирија није гласао ни за једну од песама у изједначењу, мора писмено да се изјасни о њиховом пласману одмах по добијеним резултатима жирија.

### Продукција
Песма за Евровизију '23 је била у продукцији SkyMusic и РТС-а. Директор управног одбора РТС Бранислав Клашченко је тврдио да је за такмичење РТС испланирао буџет од 150.000 €, а да је потрошено око 250.000 €. Менаџмент РТС је одговорио тврдећи да је за такмичење одвојен буџет од 250.000 €, а да је потрошено 249.000 €.

### Водитељи
Водитељи програма су били Драгана Косјерина и Милан Марић на главној позорници, а Стефан Поповић и Кристина Раденковић су били домаћини зелене собе.

## Учесници
РТС је до краја периода за пријаве добио око 180 пријава. Новине Блиц су 22. децембра 2022. године објавиле списак извођача за које су тврдили да ће се наћи међу учесницима избора. На списку су били Фрајле, Драган Којић Кеба, Гоца Лазаревић, Тијана Дапчевић и Принц од Врање. Потом, 3. јануара 2023. године, новине Телеграф објављују списак 36 извођача за које тврде да су учесници Песме за Евровизију ’23. Једно од имена на списку била је Тијана Богићевић, представница Србије на Песми Евровизије 2017, која је своје учешће оспорила. Убрзо након, Телеграф је свој чланак обрисао. РТС тврди да је списак лажан и да ће прави списак бити објављен 9. јануара.
Званична листа 32 учесника Песме за Евровизију ’23 je откривена 9. јануара 2023. године. Песме су објављене 2. фебруара 2023. године на званичном  каналу РТС-а за Песму Евровизије.
Легенда:
  Повучен учесник
  Заменски учесник
| Извођач(и)                      | Песма                   | Музика и текст                                                          |
| ------------------------------- | ----------------------- | ----------------------------------------------------------------------- |
| Адем Мехмедовић                 | Осмех                   | Адем Мехмедовић, Сањин Кочан                                            |
| Драи                            | Лоше процене            | Иван Миланов Немања Антонић Асал Синановић Филип Несторовић Ана Секулић |
| [ i ]                           | Лоше процене            | Иван Миланов Немања Антонић Асал Синановић Филип Несторовић Ана Секулић |
|                                 | Ланац                   | Иван Франовић                                                           |
| Борис Суботић                   | Недоступан              | Немања Антонић Филип Несторовић Владимир Гаврић Миленко Шкарић          |
| Гифт                            | Либерта                 | Јован Матић Оливера Будошан Лука Пулетић Жарко Дунић Живко Грчић        |
| Дорис Милошевић                 | Тишина                  | Огњан Милошевић                                                         |
|                                 | Viva la vida            | Нино Адемовић Горан Ратковић Рале Бранислав Глушац                      |
| Егрет                           | Ако схватим касно       | Петар Пупић                                                             |
| Empathy Soul Project            | Индиго                  | Ненад Радаковић                                                         |
| Зејна                           | Румба                   | Никола Буровац Милош Рогановић                                          |
|                                 | Старац дана             | Игор Мишковић                                                           |
| Игор Станојевић                 | Иза дуге                | Владимир Граић                                                          |
| Игор Винс и Бане Лалић          | Зато што волим          | Игор Винс Бане Лалић                                                    |
| Ивона                           | У ноћима                | Ивона Пантелић                                                          |
| Јована Томашевић                | Као гром из ведра неба  | Александар Филиповић Бранислав Кланшчек                                 |
| Јелена Влаховић                 | Као гром из ведра неба  | Александар Филиповић Бранислав Кланшчек                                 |
| Luke Black                      | Само ми се спава        | Luke Black                                                              |
| Матија Цаната и Ангела Касијани | Нови свет               | Микеле Бонивенто Матија Цаната Предраг Цветковић                        |
| Милан Бујаковић                 | Феномен                 | Александар Алексов Миро Буљан [ ] Ненад Ћеранић Драгиша Баша            |
| Nadia                           | Девојка твог дечка      | Константин Арсић Алекса Вучковић Нађа Терзић                            |
| Нађа                            | Мој први ожиљак на души | Кристина Ковач Тим Госден                                               |
| Принц                           | Цвет са Истока          | Душан Бачић                                                             |
| Саво Перовић                    |                         | Сајси MCСаво Перовић                                                      |
| Стефан Shy                      | Од јастука до јастука   | Славко Миловановић Ана Секулић                                          |
| Тијана Дапчевић                 | Мамим                   | Ана Радоњић (Зое Кида)                                                  |
|                                 | После мене              | Теодора Павловска ( )Yungkulovski - Милош Јаношевић                                 |
| Филип Балош                     | Нови план други сан     | Филип Балош                                                             |
| Филип Жмахер                    | Чујемо се сутра         | Бобан Јанковић Филип Танчић Александар Мастелица                        |
| Фрајле                          | Нека, нека              | Наташа Михајловић Невена Буча                                           |
| Херценшлус                      | Временска зона          | Бобан Џевердановић                                                      |
|                                 | Зуми зими зами          | Немања Антонић Иван Вукајловић Лена Кузмановић                          |
| Chegi и Браћа Блуз бенд         | Свадба или кавга        | Жељко Чегањац Душан Чегањац Стефан Чегањац Борис Капетановић            |
|                                 | Грех                    | Ахмед Хајдаровић ( Rap Gorilla ) Јован Живадиновић - Džipsii                   |

### Оптужбе за фаворитизам, непотизам и сукоб интереса
По објављивању списка, више извођача који нису доспели на списак је исказало своје незадовољство. Драган Којић Кеба је изјавио да је РТС-ов жири пун предрасуда, нарочито о томе да певачи народне музике не могу да учествују на Песми Евровизије. Сара Милутиновић, која је написала песму Ријека без имена која је представљала Босну и Херцеговину на Песми Европвизије 2007, такође није прошла конкурс. Изјавила је да жели да зна ко су били чланови стручног жирија, као и критеријуми по којима се бирају песме, као и да неколико имена са списка учесника имају везе са РТС-ом, те да је потребно испитати легитимност избора и потенцијални непотизам. Саша Мирковић изјавио је да је Сара Милутиновић једна од најбољих српских композиторки и да је недопустиво то што није прошла конкурс, а да је Гоца Лазаревић требало да добије шансу да учествује „јер је довољно задужила културну сцену Србије”.

## Преглед такмичења

### Полуфинала
Чланови жирија у полуфиналима су били: Маја Цветковић (музичарка), Ана Станић (музичарка), Војислав Аралица (продуцент), Филип Булатовић (диригент), а председник жирија је био Зоран Лесендрић (музичар и продуцент).

#### Прво полуфинале
Прво полуфинале одржано је 1. марта 2023. године. Редослед наступа је откривен 27. јануара 2023. године. У ревијалном делу је наступала Констракта која је извела In corpore sano, своју нову песму Ево, обећавам!, као и песму Сабахудина Курта Живот је склопио круг са Песме Евровизије 1964.
Осам песама из овог полуфинала се пласирало у финале. Након објаве финалиста, финалисти су извлачили свој редослед наступа у финалу.
Легенда:
  Квалификовани
| #  | Извођач(и)                      | Песма                   | Жири    | Жири  | Телегласање | Телегласање | Укупно | Пласман |
| #  | Извођач(и)                      | Песма                   | Гласови | Поени | Гласови     | Поени       | Укупно | Пласман |
| -- | ------------------------------- | ----------------------- | ------- | ----- | ----------- | ----------- | ------ | ------- |
| 1  | Матија Цаната и Ангела Касијани | Нови свет               | 34      | 7     | 742         | 0           | 7      | 9.      |
| 2  | Адем Мехмедовић                 | Осмех                   | 10      | 1     | 445         | 0           | 1      | 15.     |
| 3  | Нађа                            | Мој први ожиљак на души | 48      | 10    | 3.178       | 7           | 17     | 1.      |
| 4  | Тијана Дапчевић                 | Мамим                   | 24      | 6     | 471         | 0           | 6      | 10.     |
| 5  | Принц                           | Цвет са Истока          | 7       | 0     | 5.911       | 12          | 12     | 3.      |
| 6  | Филип Балош                     | Нови план други сан     | 21      | 5     | 2.712       | 6           | 11     | 4.      |
| 7  | Филип Жмахер                    | Чујемо се сутра         | 4       | 0     | 830         | 0           | 0      | 16.     |
| 8  | Luke Black                      | Само ми се спава        | 11      | 2     | 4.388       | 8           | 10     | 6.      |
| 9  | Angellina                       | Ланац                   | 11      | 3     | 1.004       | 0           | 3      | 12.     |
| 10 | Empathy Soul Project            | Индиго                  | 38      | 8     | 794         | 0           | 8      | 7.      |
| 11 | Стефан Shy                      | Од јастука до јастука   | 58      | 12    | 1.893       | 4           | 16     | 2.      |
| 12 | Херценшлус                      | Временска зона          | 0       | 0     | 1.402       | 2           | 2      | 13.     |
| 13 | Саво Перовић                    |                         | 0       | 0     | 1.145       | 1           | 1      | 14.     |
| 14 | Игор Станојевић                 | Иза дуге                | 8       | 0     | 2.598       | 5           | 5      | 11.     |
| 15 | Борис Суботић                   | Недоступан              | 16      | 4     | 1.527       | 3           | 7      | 8.      |
| 16 | Chegi и Браћа Блуз бенд         | Свадба или кавга        | 0       | 0     | 4.389       | 10          | 10     | 5.      |

| #  | Песма                   | М. Цветковић | А. Станић | В. Аралица | Ф. Булатовић | З. Лесендрић | Укупно | Поени |
| -- | ----------------------- | ------------ | --------- | ---------- | ------------ | ------------ | ------ | ----- |
| 1  | Нови свет               | 7            | 8         | 7          | 6            | 6            | 34     | 7     |
| 2  | Осмех                   | 2            |           | 2          | 4            | 2            | 10     | 1     |
| 3  | Мој први ожиљак на души | 8            | 10        | 10         | 10           | 10           | 48     | 10    |
| 4  | Мамим                   | 3            | 4         | 6          | 7            | 4            | 24     | 6     |
| 5  | Цвет са Истока          | 1            |           | 1          | 5            |              | 7      | 0     |
| 6  | Нови план други сан     | 5            | 5         | 4          |              | 7            | 21     | 5     |
| 7  | Чујемо се сутра         |              | 1         |            | 2            | 1            | 4      | 0     |
| 8  | Само ми се спава        | 6            | 2         | 3          |              |              | 11     | 2     |
| 9  | Ланац                   |              | 3         |            | 8            |              | 11     | 3     |
| 10 | Индиго                  | 12           | 7         | 8          | 3            | 8            | 38     | 8     |
| 11 | Од јастука до јастука   | 10           | 12        | 12         | 12           | 12           | 58     | 12    |
| 12 | Временска зона          |              |           |            |              |              | 0      | 0     |
| 13 |                         |              |           |            |              |              | 0      | 0     |
| 14 | Иза дуге                | 4            |           |            | 1            | 3            | 8      | 0     |
| 15 | Недоступан              |              | 6         | 5          |              | 5            | 16     | 4     |
| 16 | Свадба или кавга        |              |           |            |              |              | 0      | 0     |

#### Друго полуфинале
Друго полуфинале одржано је 2. марта 2023. године. Редослед наступа је откривен 27. јануара 2023. године. У ревијалном делу такмичења, група Бибер је извела песму  Kalush Orchestra, а различити извођачи извели су сплет песама са Евровизије. Зорја је извела Лане моје Жељка Јоксимовића, Стеван Анђелковић је извео Fairytale Александра Рибака, Сања Вучић је извела Wild Dances Руслане, Ивана Петерс је извела песму  Лорин, Ален Адемовић је извео песму OPA! Георгиоса Алкаиоса, а бенд Збогом Брус Ли је извео песму Trenulețul Zdob și Zdub-а и Frații Advahov. Током преноса другог полуфинала, наступ Nadia-e је наишао на техничке проблеме, те је она наступила поново пошто су све песме изведене.
Осам песама из овог полуфинала се пласирало у финале. Након објаве финалиста, финалисти су извлачили свој редослед наступа у финалу.
Легенда:
  Квалификовани
| #  | Извођач(и)             | Песма                  | Жири    | Жири  | Телегласање | Телегласање | Укупно | Пласман |
| #  | Извођач(и)             | Песма                  | Гласови | Поени | Гласови     | Поени       | Укупно | Пласман |
| -- | ---------------------- | ---------------------- | ------- | ----- | ----------- | ----------- | ------ | ------- |
| 1  |                        | Зуми зими зами         | 27      | 6     | 1.607       | 3           | 9      | 6.      |
| 2  | Nadia                  | Девојка твог дечка     | 26      | 5     | 3.020       | 12          | 17     | 2.      |
| 3  |                        | После мене             | 28      | 7     | 1.779       | 5           | 12     | 4.      |
| 4  | Зејна                  | Румба                  | 43      | 10    | 1.754       | 4           | 14     | 3.      |
| 5  |                        | Нека, нека             | 22      | 3     | 2.125       | 7           | 10     | 5.      |
| 6  | Игор Винс и Бане Лалић | Зато што волим         | 6       | 1     | 504         | 0           | 1      | 13.     |
| 7  | Егрет                  | Ако схватим касно      | 37      | 8     | 1.011       | 0           | 8      | 9.      |
| 8  |                        | Грех                   | 58      | 12    | 2.887       | 10          | 22     | 1.      |
| 9  |                        | Старац дана            | 23      | 4     | 1.091       | 0           | 4      | 10.     |
| 10 | Јелена Влаховић        | Као гром из ведра неба | 0       | 0     | 1.138       | 1           | 0      | 12.     |
| 11 | Ивона                  | У ноћима               | 2       | 0     | 781         | 0           | 0      | 14.     |
| 12 | Гифт                   | Либерта                | 18      | 2     | 1.849       | 6           | 8      | 8.      |
| 13 | Милан Бујаковић        | Феномен                | 0       | 0     | 1.600       | 2           | 2      | 11.     |
| 14 |                        | Viva la vida           | 0       | 0     | 2.164       | 8           | 8      | 7.      |
| 15 |                        | Лоше процене           | 0       | 0     | 956         | 0           | 0      | 14.     |
| 16 | Дорис Милошевић        | Тишина                 | 0       | 0     | 703         | 0           | 0      | 14.     |

| #  | Песма                  | М. Цветковић | А. Станић | В. Аралица | Ф. Булатовић | З. Лесендрић | Укупно | Поени |
| -- | ---------------------- | ------------ | --------- | ---------- | ------------ | ------------ | ------ | ----- |
| 1  | Зуми зими зами         | 2            | 4         | 6          | 7            | 8            | 27     | 6     |
| 2  | Девојка твог дечка     | 5            | 5         | 6          | 4            | 4            | 26     | 5     |
| 3  | После мене             | 8            | 2         | 3          | 8            | 7            | 28     | 7     |
| 4  | Румба                  | 6            | 10        | 5          | 12           | 10           | 43     | 10    |
| 5  | Нека, нека             | 4            | 3         | 7          | 3            | 5            | 22     | 3     |
| 6  | Зато што волим         | 1            |           | 1          | 2            | 2            | 6      | 1     |
| 7  | Ако схватим касно      | 7            | 8         | 10         | 6            | 6            | 37     | 8     |
| 8  | Грех                   | 12           | 12        | 12         | 10           | 12           | 58     | 12    |
| 9  | Старац дана            | 10           | 6         | 2          | 5            |              | 23     | 4     |
| 10 | Као гром из ведра неба |              |           |            |              |              | 0      | 0     |
| 11 | У ноћима               |              | 1         |            |              | 1            | 2      | 0     |
| 12 | Либерта                | 3            | 7         | 4          | 1            | 3            | 18     | 2     |
| 13 | Феномен                |              |           |            |              |              | 0      | 0     |
| 14 | Viva la vida           |              |           |            |              |              | 0      | 0     |
| 15 | Лоше процене           |              |           |            |              |              | 0      | 0     |
| 16 | Тишина                 |              |           |            |              |              | 0      | 0     |

### Финале
Финале је одржано 4. марта 2023. године. У финалу је учествовало 16 песама, по 8 које су се пласирале из сваког полуфинала. Такмичари су редослед својих наступа извлачили током полуфинала. У чину отварања, водитељи су извели песму Making Your Mind Up Bucks Fizz-а. У ревијалном делу програма је одана почаст бенду . Наива, Ива Лоренс, Дејан Цукић, Гордан Кичић, Оливер Нектаријевић и Срђан Гојковић су извели сплет песама тог бенда. Победник је био  са песмом Само ми се спава, те ће он представљати Србију на Песми Евровизије 2023. у Ливерпулу.
Чланови жирија у финалу су били: Лена Ковачевић (музичарка), Драган Ђорђевић (професор виолончела на Факултету музичке уметности), Невена Божовић Ивановић (певачица), Слободан Вељковић - Coby (музичар и продуцент), а председник жирија је био Александар Локнер (аранжер и музичар).
Легенда:
  Победник
| #  | Извођач(и)              | Песма                   | Жири    | Жири  | Телегласање | Телегласање | Укупно | Пласман |
| #  | Извођач(и)              | Песма                   | Гласови | Поени | Гласови     | Поени       | Укупно | Пласман |
| -- | ----------------------- | ----------------------- | ------- | ----- | ----------- | ----------- | ------ | ------- |
| 1  | Стефан Shy              | Од јастука до јастука   | 32      | 7     | 6.131       | 4           | 11     | 6.      |
| 2  | Борис Суботић           | Недоступан              | 7       | 0     | 2.204       | 0           | 0      | 13.     |
| 3  | Nadia                   | Девојка твог дечка      | 8       | 2     | 4.424       | 2           | 4      | 8.      |
| 4  |                         | Viva la Vida            | 4       | 0     | 3.005       | 0           | 0      | 13.     |
| 5  | Нађа                    | Мој први ожиљак на души | 52      | 12    | 8.111       | 6           | 18     | 3.      |
| 6  | Фрајле                  | Нека, нека              | 3       | 0     | 3.715       | 0           | 0      | 13.     |
| 7  |                         | Зуми зими зами          | 0       | 0     | 3.874       | 1           | 1      | 12.     |
| 8  | Chegi и Браћа Блуз бенд | Свадба или кавга        | 2       | 0     | 5.144       | 3           | 3      | 10.     |
| 9  |                         | Грех                    | 25      | 5     | 11.582      | 8           | 13     | 5.      |
| 10 | Luke Black              | Само ми се спава        | 49      | 10    | 20.070      | 10          | 20     | 1.      |
| 11 | Филип Балош             | Нови план други сан     | 41      | 8     | 8.529       | 7           | 15     | 4.      |
| 12 | Принц                   | Цвет са Истока          | 31      | 6     | 20.398      | 12          | 18     | 2.      |
| 13 |                         | После мене              | 0       | 0     | 2.414       | 0           | 0      | 13.     |
| 14 | Гифт                    | Либерта                 | 17      | 4     | 3.115       | 0           | 4      | 9.      |
| 15 | Empathy Soul Project    | Индиго                  | 12      | 3     | 2.170       | 0           | 3      | 11.     |
| 16 | Зејна                   | Румба                   | 7       | 1     | 7.195       | 5           | 6      | 7.      |

| #  | Песма                   | Л. Ковачевић | Д. Ђорђевић | Н. Божовић | Coby | А. Локнер | Укупно | Поени |
| -- | ----------------------- | ------------ | ----------- | ---------- | ---- | --------- | ------ | ----- |
| 1  | Од јастука до јастука   | 7            | 8           | 10         |      | 7         | 32     | 7     |
| 2  | Недоступан              | 1            |             | 3          | 3    |           | 7      | 0     |
| 3  | Девојка твог дечка      |              | 1           | 2          | 4    | 1         | 8      | 2     |
| 4  | Viva la Vida            |              |             | 4          |      |           | 4      | 0     |
| 5  | Мој први ожиљак на души | 10           | 10          | 8          | 12   | 12        | 52     | 12    |
| 6  | Нека, нека              |              |             | 1          |      | 2         | 3      | 0     |
| 7  | Зуми зими зами          |              |             |            |      |           | 0      | 0     |
| 8  | Свадба или кавга        |              | 2           |            |      |           | 2      | 0     |
| 9  | Грех                    | 5            | 3           | 5          | 6    | 6         | 25     | 5     |
| 10 | Само ми се спава        | 12           | 12          | 7          | 8    | 10        | 49     | 10    |
| 11 | Нови план други сан     | 8            | 6           | 12         | 7    | 8         | 41     | 8     |
| 12 | Цвет са Истока          | 4            | 7           | 6          | 10   | 4         | 31     | 6     |
| 13 | После мене              |              |             |            |      |           | 0      | 0     |
| 14 | Либерта                 | 6            | 5           |            | 1    | 5         | 17     | 4     |
| 15 | Индиго                  | 3            | 4           |            | 2    | 3         | 12     | 3     |
| 16 | Румба                   | 2            |             |            | 5    |           | 7      | 1     |

## Остале награде

### ОГАЕ Србија
Награда ОГАЕ Србије за најбољу песму Песме за Евровизију ’23 припала је -у са песмом Само ми се спава са 275 поена. Друго место припало је Филипу Балошу са песмом Нови план други сан са 262 поена, док је треће место освојила Зејна са песмом Румба и 174 поена. У исто време, Балош је изабран за представника Србије на ОГАЕ такмичењу друге шансе.
Легенда:
  Победник гласања
  Представник на ОГАЕ друга шанса
| Извођач     | Песма                   | Поени | Пласман |
| ----------- | ----------------------- | ----- | ------- |
| Luke Black  | Само ми се спава        | 272   | 1.      |
| Филип Балош | Нови план други сан     | 262   | 2.      |
| Зејна       | Румба                   | 174   | 3.      |
| Нађа        | Мој први ожиљак на души | 148   | 4.      |
| Принц       | Цвет са Истока          | 144   | 5.      |
|             | Грех                    | 144   | 6.      |

## Преноси и гледаност
Све три такмичарске вечери су се преносиле на програмима РТС 1 и РТС Свет, на платформи РТС Планета, на званичном  каналу РТС-а за Песму Евровизије и на сајту rts.rs.
| Такмичарско вече | Датум емитовања | Просечна гледаност | Укупна гледаност | Удео у гледности (У поређењу са ПзЕ '22) | Реф.          |
| ---------------- | --------------- | ------------------ | ---------------- | ---------------------------------------- | ------------- |
| Прво полуфинале  | 1. март 2023.   | 378.817            | 1.200.000        | 14,79% ( 2,07%)                          | [ 34 ] [ 33 ] |
| Друго полуфинале | 2. март 2023.   | 335.747            | 1.100.000        | 13,07% ( 4,54%)                          | [ 33 ] [ 34 ] |
| Финале           | 4. март 2023.   | 488.087            | 1.500.000        | 18,87% ( 2,87%)                          | [ 34 ] [ 35 ] |